# Cambarincola leoni
Cambarincola leoni är en ringmaskart som beskrevs av Holt 1973. Cambarincola leoni ingår i släktet Cambarincola och familjen Cambarincolidae. Inga underarter finns listade i Catalogue of Life.